# رودي ألبرتو وليامز
رودي ألبرتو وليامز (بالإسبانية: Rudy Alberto Williams)‏ (25 أغسطس 1965 بهندوراس - ) هو مدرب كرة قدم ولاعب كرة قدم هندوراسي في مركز الدفاع. شارك مع منتخب هندوراس تحت 20 سنة لكرة القدم ومنتخب هندوراس لكرة القدم. أما مع النوادي، فقد لعب مع نادي ديبورتيفو أوليمبيا وADET ‏ ونادي بيدا وPumas UNAH ‏.

## وصلات خارجية
- رودي ألبرتو وليامز على موقع الاتحاد الدولي (مؤرشف)  (الإنجليزية)
- رودي ألبرتو وليامز على موقع قاعدة بيانات كرة القدم.إي يو (الإنجليزية)
- رودي ألبرتو وليامز على موقع ناشيونال فوتبول تيمز (الإنجليزية)